# Una storia del mondo in 10 capitoli e 1/2
Una storia del mondo in 10 capitoli e 1/2 (titolo originale A History of the World in 10½ Chapters) è un romanzo scritto dallo scrittore inglese Julian Barnes nel 1989. In questo libro si racconta la storia dell'arca di Noè dal punto di vista di una termite del legno.

## Edizioni in italiano
- Julian Barnes, Una storia del mondo in 10 capitoli e 1/2, traduzione di Riccardo Mainardi, Rizzoli, Milano 1990
- Julian Barnes, Una storia del mondo in 10 capitoli e 1/2, traduzione di Riccardo Mainardi, Einaudi, Torino 1997
- Julian Barnes, Una storia del mondo in 10 capitoli e 1/2, traduzione di Riccardo Mainardi, Einaudi, Torino 2013